# Cantó de Creon
El cantó de Creon és un cantó francès al districte de Bordeus (departament de la Gironda) amb capital a Creon. Té 28 municipis: Baurech, Blesinhac, Bonetan, Camarsac, Cambas, Camblanas e Meinac, Carinhan de Bordèu, Senac, Creon, Cronhon, Curçan, Fargas Sent Ilari, Haus, La Trèna, Linhan de Bordèu, Lopa, Madirac, Pompinhac, Lo Pot, Quinçac, Sadirac, Sent Caprasi de Bordèu, Sent Genès de Lobaut, Sent Leon, Sala Beu, La Sauva, Tavanac i Lo Torne.
| Data d'elecció                           | Identitat          | Partit        | Qualitat |
| ---------------------------------------- | ------------------ | ------------- | -------- |
| 1945-1964                                | Marc Mouline       | SFIO          |          |
| 1964-1980                                | Michel Bastiat     | Divers gauche |          |
| 1980-2008                                | Guy Trupin         | PS            |          |
| 2008-                                    | Jean-Marie Darmian | PS            |          |
| les dades anteriors no són pas conegudes |                    |               |          |

| 1962   | 1968   | 1975   | 1982   | 1990   | 1999   | 2006   |
| ------ | ------ | ------ | ------ | ------ | ------ | ------ |
| 16.954 | 19.695 | 23.755 | 30.607 | 34.820 | 37.198 | 40.751 |